# 柳沢信武
柳沢 信武（やなぎさわ のぶたけ）は、江戸時代中期の旗本。旗本大久保忠位の三男。母は高木守勝の娘。柳沢信孝の養子。通称は忠武、忠甫、忠宜、千十郎、傳之助、左膳、八郎右衛門。
妻は柳沢信孝の養女（信孝の父信尹の娘）。子に、娘（末高信門のち松平房熟の妻）、娘（大久保忠篤のち保々貞丈の妻）らがいる。
男子がみな早世したため、致仕後に養子の信門（旗本大久保忠恒の三男）が家督を継いだ。

## 年表
※日付は旧暦
- 元文3年（1738年）12月14日 - 養父信孝の致仕に伴い家督を継ぐ。
- 元文5年（1740年）2月31日 - 大番の番士となる。
- 宝暦7年（1757年）7月6日 - 死去。享年52。月桂寺に葬られる。法名、廣澤。